# Associazione scacchistica italiana giocatori per corrispondenza
L'Associazione scacchistica italiana giocatori per corrispondenza, in acronimo ASIGC,  è un organismo affiliato alla Federazione scacchistica italiana, fondato nel 1951 sotto l'egida della FSI per regolamentare e gestire il gioco per corrispondenza sul territorio italiano. È membro dell'International Correspondence Chess Federation (ICCF).
Il 31 agosto 1969 l'Assemblea dei soci, riunitasi a Roma, decise l'autonomia dell'ASIGC dalla FSI ed elesse il primo consiglio direttivo, presieduto da Armando Silli.
L'ASIGC organizza ogni anno i Campionati italiani per corrispondenza, sia assoluti che femminili e di categoria. 
Oltre ai tradizionali tornei postali, che pian pian stanno scomparendo, l'Associazione organizza principalmente tornei via web server. 
In precedenza ha organizzato anche campionati italiani per e-mail, l'ultimo dei quali si è svolto nell'anno 2004-2005.
I titoli nazionali riconosciuti sono quelli di "Maestro", "Maestro Senior" e "Candidato Maestro".
Figura storica dell'ASIGC è stato Giorgio Porreca, vincitore di sette campionati italiani assoluti, di cui sei consecutivi (dal 18°, 1965/1966, al 23°, 1971/1973).
Nel 2005 Alessandra Riegler, socia ASIGC, ha vinto il 6º Campionato mondiale femminile per corrispondenza, primo scacchista italiano in assoluto a conquistare un titolo mondiale; per tale motivo è stata insignita del titolo di cavaliere dell'Ordine al merito della Repubblica italiana.
Nel 2012 il siciliano Fabio Finocchiaro è poi diventato il 25° Campione del Mondo assoluto per corrispondenza.

## Risultati delle nazionali italiane
La nazionale italiana ha conquistato la partecipazione a cinque delle 21 finali olimpiche:
- I Olimpiade (1949-1952), classificandosi sesta. Formazione: Vincenzo Castaldi, Giuseppe Stalda, Mario Napolitano, Vito Gandolfi, Giuseppe Cancellieri, Ugo Cala.
- X Olimpiade (1987-1995)[2], classificandosi ottava. Formazione: Giancarlo Santoro, Marco Venturino, Ettore D'Adamo, Claudio Casabona, Giampiero David, Maurizio Tirabassi.
- XVI Olimpiade (2010-2016)[3], classificandosi nona. Formazione: Livio Olivotto, Vincenzo Dell'Isola, Pierangelo Turati, Lorenzo Castellano.
- XVII Olimpiade (2009-2012)[4], classificandosi terza. Formazione: Eros Riccio, Alberto Dosi, Livio Olivotto, Claudio Cesetti, Giorgio Ruggeri Laderchi, Nicola Latronico.
- XVIII Olimpiade (2012-2016)[5], classificandosi quinta. Formazione: Eros Riccio, Mauro Petrolo, Claudio Cesetti, Alberto Dosi, Giuseppe Pezzica, Giuseppe Poli.

La nazionale italiana femminile ha partecipato alle ultime 4 finali olimpiche:
- VI Olimpiade (2003-2006)[6], classificandosi terza. Formazione: Luz Marina Tinjacá Ramirez, Maria Angela Fonio, Francesca Capuano, Laura Tamborini
- VII Olimpiade (2007-2009)[7], classificandosi quarta. Formazione: Francesca Capuano, Luz Marina Tinjacá Ramírez, Laura Piazza, Maria Angela Fonio.
- VIII Olimpiade (2008-2010)[8], classificandosi terza. Formazione: Luz Marina Tinjacá Ramirez, Laura Piazza, Francesca Capuano, Caterina Saviano.
- IX Olimpiade (2011-2014)[9], classificandosi sesta. Formazione: Luz Marina Tinjacá Ramirez, Laura Piazza, Francesca Capuano, Maria Angela Fonio.
- X Olimpiade (2015-2018)[10], classificandosi sesta. Formazione: Luz Marina Tinjacá Ramírez, Chiara Bartalini, Laura Piazza, Carmela Piscopia.

Hanno vinto il campionato europeo individuale:
- XI Campionato europeo (1973-1978): Béla Toth.
- XLVII Campionato europeo (1992-1997): Alfio Scuderi[11].
- XLVIII Campionato europeo (1993-1999): Giampiero David[12].
- XLIX Campionato europeo (1993-1997): Ugo Fremiotti[13].
- LVII Campionato europeo (1996-2000): Gabriel Cardelli[14].
- LXII Campionato europeo (1997-2001): Ettore D'Adamo[15].
- LXIX Campionato europeo (2015-2019): Costantino Delizia[16].

In altre competizioni internazionali la nazionale italiana ha partecipato alle seguenti finali:
- IV Campionato europeo (1994-1998)[17], classificandosi seconda.
- V Campionato europeo (1999-2004)[18], classificandosi ottava/nona.
- VII Campionato europeo (2008-2011)[19], classificandosi seconda. Formazione: Eros Riccio, Claudio Cesetti, Vincenzo Dell'Isola, Giuseppe Pezzica, Pierangelo Turati, Mauro Petrolo, Mario Versili, Salvatore Montella.
- VIII Campionato europeo (2012-2014)[20], classificandosi seconda. Formazione: Sante Giuliani, Eros Riccio, Claudio Cesetti, Mauro Petrolo, Alberto Dosi, Giuseppe Pezzica, Giorgio Gerola, Marco Cattani.
- IX Campionato europeo (2014- 2017)[21], classificandosi terza. Formazione: Fabio Finocchiaro, Eros Riccio, Claudio Cesetti, Claudio Casabona, Mauro Petrolo, Giuseppe Pezzica, Alberto Dosi, Giuseppe Poli.
- X Campionato europeo (2017-2020[22], classificandosi terza. Formazione: Claudio Cesetti. Alberto Dosi, Costantino Delizia, Giuseppe Poli, Gaetano Laghetti, Alfredo Savoca, Renato Emanuelli Simoncini, Oliviero Ruggieri.

Nove italiani si sono qualificati per la finale del Campionato Mondiale ICCF.
- Fabio Finocchiaro ha vinto la 25a edizione [23], si è classificato sesto nella 15a [24] y 29a [25], e tredicesimo  nella 28a . [26]
- Mario Napolitano è arrivato terzo nella prima [27], quinto nella terza [28] e settimo nella seconda.[29]
- Elio Vassia è arrivato quarto nella 25a.
- Sante Giuliani è arrivato quarto nella 25a.
- Giorgio Porreca è arrivato quinto nella nona.[30]
- Vittorio Piccardo è arrivato decimo nella 18a. [31]
- Gabriel Cardelli è arrivato undicesimo nella 19a [32] e quindicesimo nalla 26a.[33].
- Maurizio Tirabassi è arrivato quattordicesimo nella 24a. [34]
- Tiziano Mosconi gioca nella 33a [35] , la cui posizione è ancora incerta.

## Organi direttivi

### Consiglio Direttivo
| Anno      | Presidente        | Vice Presidente          | Consiglieri                                                                                        | Note |
| --------- | ----------------- | ------------------------ | -------------------------------------------------------------------------------------------------- | --- |
| 2021-2025 | Gianni Mastrojeni | Giorgio Ruggeri Laderchi | Alberto Collobiano, Alberto Dosi, Carmelo Sgarito, Marco Caressa, Mauro Graziani, Mirko Trasciatti | Marco Caressa prende il posto del Presidente dimissionario Gianni Mastrojeni, che rimane nel CD come Consigliere (aprile '23) |

### Collegio dei Probiviri
| Anno      | Presidente      | Membri                         | Note |
| --------- | --------------- | ------------------------------ | ---- |
| 2021-2025 | Alfonso Carolei | Claudio Sirotti, Rosario Amico |      |